# David J. Asher
| Asteroides descubiertos: 10 | Asteroides descubiertos: 10 |
| --------------------------- | --------------------------- |
| (9084) Achristou            | 3 de febrero de 1995        |
| (10369) Sinden              | 8 de febrero de 1995        |
| (12395) Richnelson          | 8 de febrero de 1995        |
| (15834) McBride             | 4 de febrero de 1995        |
| (16693) Moseley             | 26 de diciembre de 1994     |
| (22403) Manjitludher        | 5 de junio de 1995          |
| (26891) Johnbutler          | 7 de febrero de 1995        |
| (37678) McClure             | 3 de febrero de 1995        |
| (42531) Mckenna             | 5 de junio de 1995          |
| (58345) Moomintroll         | 7 de febrero de 1995        |

David J. Asher (nacido en 1966 en Edimburgo) es un astrónomo británico que trabaja en el Observatorio de Armagh (código 981 UAI) en Irlanda del Norte. 
Estudió matemáticas en Cambridge y recibió su doctorado en Oxford.

## Semblanza
Asher es conocido por su búsqueda de meteoroides que comparte con Robert H. McNaught.
En 1999 y 2000, predijeron con exactitud el momento exacto de la lluvia de meteoros de las Leónidas, aunque subestimaron las intensidades máximas.

## Eponimia
- El asteroide que cruza la órbita de Marte (6564) Asher, descubierto por Robert McNaught en 1992, lleva este nombre en su honor.